# Hűvös Kornél
Botfai Hűvös Kornél, 1882-ig Hirschel (Budapest, 1875. augusztus 16. – Merano, 1905. október 22.) író, jogász, Hűvös József fia, Hűvös Iván zeneszerző és Hűvös László szobrász, gyógyszerész testvére. Unokaöccse Hűvös Kornél nyelvész.

## Élete
Hűvös József (1848–1914) jogász, közlekedési szakember és Heller Mária (1848–1918) gyermekeként született izraelita vallású családban. Középiskolai tanulmányait a VIII. kerületi községi főreáliskolában végezte, majd a Budapesti Tudományegyetemen jogot hallgatott és jogi doktori oklevelet szerzett. Különféle fővárosi szépirodalmi lapokban jelentek meg elbeszélései. A Nemzeti Színház két darabját mutatta be.
A Kozma utcai izraelita temetőben helyezték végső nyugalomra.

## Színművei
- A gyermek, életkép 1 felvonásban. Bemutató: 1905. április 14., Nemzeti Színház
- Ifj. Bartha Tamás, társadalmi színmű 3 felvonásban. Bemutató: 1908. május 22., Nemzeti Színház[5]